# Revival (Jamaika)
Revival ist eine Landstadt an der südlichen Westküste Jamaikas. Er befindet sich im Parish Westmoreland im County Cornwall. Die genaue Einwohnerzahl ist nicht bekannt.

## Geografie und Infrastruktur
Revival befindet sich an der Küste der Bucht Little Bay. Der Ort besteht aus einer einzelnen, an der Küste verlaufende Straße. Gelegentlich gehen einzelne Wege ab die nicht weiter verzweigt sind. Die nächsten Ortschaft ist das circa 3 Kilometer nördlich gelegene Negrils Point. Östlich von Revival befinden sich die Ortschaften Little London und Broughton. 12 Kilometer von Revival entfernt befindet sich der bekannte Touristenort Negril.
Die Landschaft um Revival befindet sich in einem sehr natürlichen Zustand. Der Ort wirkt sehr ländlich und wird selten von Touristen besucht.

## Sehenswürdigkeiten
Nordwestlich von Revival befindet sich die Blue Hole Mineral Spring, eine unterirdische Quelle.
Im Osten von Revival zum Meer blickend, steht ein Anwesen, welches dem Reggae-Sänger Bob Marley gehörte. Das Haus ist heute ein Museum,